# The Boys Next Door (TV-film)
The Boys Next Door är en amerikansk TV-film från 1996 i regi av John Erman. I huvudrollerna ses Tony Goldwyn, Nathan Lane, Courtney B. Vance, Michael Jeter och Robert Sean Leonard.

## Handling
Fyra män med förståndshandikapp delar hus och ses efter av sin socialarbetare, Jack. De fyra männen försöker hantera tillvarons alla små och stora utmaningar, alltifrån bortsprungna gnagare till att stötta Norman som har fått en ny flickvän. Jacks eget liv får alltför lite utrymme och han känner att det är dags att låta Norman, Lucien, Arnold och Barry klara sig själva. Det är början på ett nytt äventyr för vännerna...

## Rollista i urval
- Tony Goldwyn – Jack
- Nathan Lane – Norman
- Courtney B. Vance – Lucien
- Michael Jeter – Arnold
- Robert Sean Leonard – Barry
- Mare Winningham – Sheila
- Jenny Robertson – Rena
- Elizabeth Wilson – Mary
- Lynne Thigpen – Mrs. Tracy